# Provinciale weg 232
De provinciale weg N232 is de Oude Schipholweg die Haarlem, door Haarlemmermeer verbindt met Schiphol-Oost.
De weg heeft twee rijstroken en loopt parallel aan de later aangelegde N205 en A9.
Door de drukte in de spits wordt de N232 als sluiproute gebruikt.
In Haarlem loopt de N232 door Schalkwijk en heet hier Boerhaavelaan.  (De parallel lopende N205 heet hier Schipholweg.)
In Haarlemmermeer heet de N232 de Schipholweg.
Oorspronkelijk begon de, rond 1950 aangelegde Schipholweg bij de Buitenrustbrug over het Spaarne in Haarlem. De weg volgde het huidige tracé van de N205 tot ten oosten van Nieuwebrug. Vandaar volgde de Schipholweg het tracé van de Spaarnwouderweg. In 1960 werd de brug over de ringvaart bij Nieuwebrug verdubbeld. Pas rond 1966 is de nieuwere situatie met de Boerhavelaan ontstaan.
De weg loopt langs en door: Nieuwebrug, Boesingheliede, Badhoevedorp en Schiphol.
Het lintdorp Boesingheliede ligt geheel aan de Schipholweg.
De Spaarnwouderweg was aangelegd als verbinding tussen het Fort aan de Liede en het voormalige Fort aan het Schiphol. Oorspronkelijk was tussen beide forten een inundatiekade gepland voor de Stelling van Amsterdam. Deze lijn vormt de basis voor het wegen- en vaartenpatroon in de Haarlemmermeer.
Bij Schiphol-Oost liep de N232 over de Schipholdraaibrug verder in de gemeente Amstelveen door het Amsterdamse Bos over de Burgemeester A. Colijnweg. Na de verbreding van de Fokkerweg in 2012 gaat de N232 sinds 2013 niet meer over de Burgemeester A. Colijnweg, maar loopt over de Fokkerweg naar de N201 (Rijkerdreef) in Schiphol-Rijk bij de Waterwolftunnel naar Aalsmeer.
N23 · N194 · N196 · N197 · N198 · N199 · N200 · N201 · N202 · N203 · N204 · N205 · N206 · N207 · N208 · N209 · N210 · N211 · N212 · N213 · N214 · N215 · N216 · N217 · N218 · N219 · N220 · N221 · N222 · N223 · N224 · N225 · N226 · N227 · N228 · N229 · N230 · N231 · N232 · N233 · N234 · N235 · N236 · N237 · N238 · N239 · N240 · N241 · N242 · N243 · N244 · N245 · N246 · N247 · N248 · N249 · N250 · N307

N401 · N402 · N403 · N404 · N405 · N406 · N407 · N408 · N409 · N410 · N411 · N412 · N413 · N414 · N415 · N416 · N417 · N418 · N419 · N420 · N421 · N439 · N440 · N441 · N442 · N443 · N444 · N445 · N446 · N447 · N448 · N449 · N450 · N451 · N452 · N453 · N454 · N455 · N456 · N457 · N458 · N459 · N460 · N461 · N462 · N463 · N464 · N465 · N466 · N467 · N468 · N469 · N470 · N471 · N472 · N473 · N474 · N475 · N476 · N477 · N478 · N479 · N480 · N481 · N482 · N483 · N484 · N487 · N488 · N489 · N490 · N491 · N492 · N493 · N494 · N495 · N496 · N497 · N498 · N501 · N502 · N503 · N504 · N505 · N505 (Andijk) · N506 · N507 · N508 · N509 · N510 · N511 · N512 · N513 · N514 · N515 · N516 · N517 · N518 · N519 · N520 · N521 · N522 · N523 · N524 · N525 · N526 · N527 · N806 · N830 · N848

Cursief vermelde wegen zijn voormalige Provinciale wegen